# Pantolesta
De Pantolesta is een onderorde van de Cimolesta en tot deze onderorde behoren verschillende primitieve, nu uitgestorven zoogdieren. De pantolesten leefden van het Paleoceen tot Vroeg-Oligoceen. Sommige pantolesten leken uiterlijk op een otter, terwijl andere soorten meer weg hadden van een spitsmuis of solenodon.
De otterachtige pantolesten behoorden tot de familie Pantolestidae en tot deze familie behoorden onder andere Bessoecetor (Midden-Paleoceen, Noord-Amerika), Palaeosinopa (Laat-Paleoceen en Vroeg-Eoceen, Noord-Amerika) en Buxolestes (Midden-Eoceen, Europa). Uit hun gefossileerde maaginhoud blijkt dat het viseters waren.
De insectivore pantolesten behoorden tot familie Pentacodontidae. Deze dieren leefden tijdens het Paleoceen met name in Noord-Amerika. Bisonalveus, Pentacodon en Aphronorus zijn de bekendste geslachten uit deze familie. Bisonalveus was in het bezit van giftanden.
Soms wordt nog een derde familie onderscheiden, de Paroxyclaenidae met Kopidodon als bekendste geslacht.
Simidectes uit het Eoceen geldt als mogelijke verwant van de Pantolesta.